# Skrochovice (stacja kolejowa)
Skrochovice – stacja kolejowa w Skrochovicach w gminie Brumovice, w kraju morawsko-śląskim, w Czechach przy ulicy Opavská 47/10. Znajduje się na wysokości 285 m n.p.m. i leży na linii kolejowej nr 310.